# ゴースト・エージェント/R.I.P.D.
『ゴースト・エージェント/R.I.P.D.』（R.I.P.D.）は、2013年公開の超自然アクション・コメディ映画である。ピーター・M・レンコフとルーカス・マランゴンが手がけ、ダークホースコミックスより出版されている漫画『R.I.P.D.』を原作としている。ちなみに、表題にある「R.I.P.D.」とは、「Rest In Peace Department」の略であり、英語で「安らかに眠れ」を意味する「R.I.P.」（Rest In Peace）と、「警察署」を意味する「P.D.」（Police Department）を組み合わせた造語である。

## あらすじ
恋人と幸せな暮らしを送っていた警察官ニック（ライアン・レイノルズ）は、ある潜入捜査中に殉職してしまう。しかし、有能な警官だった彼は、下界で人間に紛れて成仏できない死者たちを逮捕し、黄泉の世界に送り返す組織『R.I.P.D.』にスカウトされる。1800年代から働くロイ（ジェフ・ブリッジス）とコンビを組むことになった彼は、逮捕した悪霊から世界の滅亡を画策する陰謀を暴く。それは、悪霊たちを黄泉の世界から下界に呼び戻し溢れさせるというものだった。その報をもとに、かつてない最凶のコンビが世界を救うために立ち上がる。

## キャスト
※括弧内は日本語吹替
- ロイシーファス・“ロイ”・パルシファー - ジェフ・ブリッジス（壤晴彦）
- ニック・ウォーカー - ライアン・レイノルズ（松本保典）
- ボビー・ヘイズ - ケヴィン・ベーコン（安原義人）
- 管理官 - メアリー＝ルイーズ・パーカー（高島雅羅）
- ジュリア・ウォーカー - ステファニー・ショスタク（北西純子）
- ニックのアバター - ジェームズ・ホン（間宮康弘）
- ロイのアバター - マリサ・ミラー（坂井恭子）
- スタンリー・ノーウィッキー - ロバート・ネッパー
- エリオット - マイク・オマリー
- プラスキ - デヴィン・ラトレイ

その他日本語吹き替え
遠藤純一、かぬか光明、本多新也、岡田恵、舞山裕子、品田美穂、櫻井トオル、菅原雅芳、山岸治雄、増元拓也、小林親弘

## 製作
元々ロイ・パルシファー役にはザック・ガリフィアナキスがキャスティングされていたが、スケジュールの都合により降板した。当初、管理官役にはジョディ・フォスターが構想されていたが、結局メアリー＝ルイーズ・パーカーがキャスティングされた。

## 宣伝
2013年7月16日、アダルトスイムのYouTubeチャンネルに前日譚となる短編アニメーションがアップロードされた。

## 公開
撮影は2012年1月28日に終了し、アメリカ合衆国での公開は2013年6月28日に設定された。しかしながらユニバーサル・ピクチャーズは2013年7月19日に変更した。

### 批評家の反応
2013年7月20日時点でRotten Tomatoesでは41件のレビューで支持率は12%となっている。Metacriticでは25件のレビューで加重平均値は25/100となっている。映画批評家のロジャー・ムーアは4ツ星満点で1ツ星半を与え、「『ジョナ・ヘックス』以来最低のコミック原作映画」と評した。

### 興行収入
アメリカ合衆国とカナダでは公開初週末3日間で約1260万ドルを売り上げ、初登場7位となった。この数値は製作費の10％以下であり、興行的に失敗とみられている。